# Bittium chrysomallum
Bittium chrysomallum is een slakkensoort uit de familie van de Cerithiidae. De wetenschappelijke naam van de soort is voor het eerst geldig gepubliceerd in 1901 door Melvill.